# 新潟市立新津第五中学校

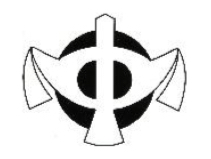
新津第五中学校の校章

新潟市立新津第五中学校（にいがたしりつ にいつだいご ちゅうがっこう）は、新潟県秋葉区新津東町にある公立中学校である。

## 概要
1953年（昭和28年）4月1日、新津市（現在 新潟市秋葉区に在する地）で新津第一中学校からの分岐で創立。
1995年（平成7年）、新潟市立新津第三中学校と合併した。
2007年（平成19年）、新潟市立新関中学校と合併した。
全生徒数は、1年生116名、2年生117名、3年生103名、計336名(令和6年時点)である。

## 教育方針

### 教育目標
自主・協力・創造

### 重点目標
「正しく判断し進んで行動しよう」
「責任を重んじみんなで力を合わせよう」
「意欲をもって生き生きとした学校をつくろう」

## 委員会・部活動

### 委員会

#### 校紀委員会
校紀（風紀）を乱れさせないようにさせる委員会活動。
- 自転車通学者の自転車の鍵をかけているかをチェック

#### 応援委員会
応援を先導して行う委員会。
- 激励会での応援

- 朝の挨拶運動

#### 体育委員会
全校を運動で楽しませる委員会。
- 球技大会の設営

#### 放送委員会
全校に放送を届ける委員会。
- 給食中に放送をする。連絡などを全校に届ける。

#### 整美委員会
学校生活を気持ちよく過ごせるように活動する委員会。
- ゴミ捨て
- 教室のワックス掛け

#### 福祉委員会
普段の暮らしの幸せを守る。
- ベルマーク収集
- ペットボトルのキャップ収集
- 赤い羽募金

#### 保健委員会
生徒の安全を守る委員会。
- シャボネットの交換

#### 給食委員会
給食に関する活動する委員会
- 時間内に「いただきます」が出来るように呼びかける運動
- 給食の残量の調査をし、残しを減らせるよう呼びかける運動

#### 編集委員会
学校行事に関する情報提供をする委員会。
- 生徒会雑誌「鉄塔」の制作

#### 選挙管理委員会
生徒会3役の選挙活動をする委員会。
- 新生徒会3役の選挙活動

### 部活動
- 野球部
- サッカー部
- 男子ソフトテニス部
- 女子ソフトテニス部
- 陸上競技部
- 男子バスケットボール部
- 女子バスケットボール部
- バレーボール部
- 卓球部
- 剣道部
- 美術部
- 吹奏楽部

#### 部活動成績
主な部活動の成績は次の通り。
- 昭和63年度　吹奏楽コンクール関東大会銀賞
- 平成2年度8月2日　陸上男子100ｍ全国大会優勝
- 平成10年度8月6日　北信越大会（男子三種Ｂ第5位、男子110ＭＨ第5位）
- 平成11年度8月5日　　北信越大会（陸上男子三種Ａ第９位）
- 平成12年度8月8日　　北信越大会（陸上男子１５００ｍ第４位）
- 平成12年度8月20日　　全国中学校陸上大会男子１５００ｍ出場
- 平成13年度8月6日　　北信越大会（陸上男子１００ｍ第４位）
- 平成13年度9月8日　　西関東吹奏楽コンクール金賞
- 平成14年度8月6日　　北信越大会（４００ｍリレー第４位）
- 平成15年度8月6日　　北信越大会（陸上男子４００ｍ第１位）
- 平成15年度8月21日　　全国中学校体育大会（陸上男子４００ｍ第２位）
- 平成15年度9月13日　　西関東吹奏楽コンクール銅賞
- 平成15年度10月25日　　ジュニアオリンピック大会（陸上男子４００ｍ第１位）
- 平成16年度9月4日　　西関東吹奏楽コンクール銅賞
- 平成17年度10月29日　　ジュニアオリンピック大会（女子砲丸投げ第８位）
- 平成18年度8月8日　　北信越大会（陸上女子砲丸投げ第２位、女子四種競技第６位）
- 平成18年度8月20日　　全国中学校体育大会（陸上女子砲丸投げ第４位）
- 平成19年度8月7日　　北信越大会（陸上女子四種競技第１位、女子砲丸投げ第４位）
- 平成19年度8月22日　　全国中学校体育大会（陸上女子四種競技第１位（県新記録））
- 平成22年度9月20日　　西関東吹奏楽コンクール銀賞
- 平成23年度9月3日　　西関東吹奏楽コンクール銅賞
- 平成24年度9月9日　　西関東吹奏楽コンクール銀賞
- 平成27年度8月4日　　北信越大会（陸上男子 走幅跳　水泳男子 50m自由形）
- 平成28年度8月3日　　北信越大会（陸上男子走高跳１位　，水泳男子５０ｍ自由形３位，男子１００ｍ自由形３位，男子４００ｍリレー３位，学校大会総合３位）
- 平成28年度8月22日　　全国大会（陸上男子走高跳出場，男子１００ｍ自由形，男子４００ｍリレー出場）
- 平成29年度8月2日　　北信越大会（陸上男子３０００ｍ走１位，女子走高跳５位）
- 平成29年度8月19日　　全国大会（陸上男子３０００ｍ走，女子走高跳出場）
- 平成30年度7月21日　　県大会(陸上競技部　女子走高跳３位　男子四種競技４位　男子走高跳４位・７位　男子３０００ｍ７位柔道(女子)個人戦階級別２位)
- 平成30年度8月8日　　北信越大会(陸上競技女子走高跳出場　柔道(女子)個人戦階級別(５位))
- 平成30年度7月29日　　県吹奏楽コンクール　新津第五中学校　銅賞
- 令和元年度7月28日　　県吹奏楽コンクール　新津第五中学校　銀賞
- 令和元年度8月6日　　北信越大会（陸上男子２００ｍ　４位）
- 令和6年度8月6日　全国中学校体育大会　陸上　１００ｍ、２００ｍ　出場
- 令和4年度7月16日　　県大会（陸上競技　男子四種競技４位　女子走高跳５位）
- 令和4年度7月16日　県大会出場（男子バスケットボール　男子卓球　剣道　新体操）
- 令和5年度7月15日　　県大会出場（陸上競技　男子バスケットボール）
- 令和6年度7月13日　　県大会（陸上競技　男子四種競技５位）
- 令和6年度7月13日　県大会出場（男子バスケットボール　水泳　新体操　バドミントン　相撲）
- 令和6年度8月10日　県吹奏楽コンクール　銅賞

## 沿革
昭和28年
3月31日　第1,2棟校舎完成　574坪
4月6日　開校式挙行（創立記念日となる）
4月28日　ＰＴＡ結成・会則決定
6月23日　校章制定
昭和29年
6月20日　体育館落成
11月3日　校旗樹立、校歌発表
昭和30年
5月10日　理科教育地区研究指定校
昭和32年
6月29日　理科教育地区研究指定発表会
昭和33年
6月24日　便所、廊下等旧木造校舎完成
昭和34年
2月29日　女子通学用標準服制定
3月31日　地方教育費調査優良校（文部大臣表彰）
昭和35年
6月1日　日本職業指導教会の研究指定校
1月28日　10周年記念プール建設委員会 
昭和36年
10月2日「進路指導研究大会」開催　研究主題～学級活動における進路指導の計画と実践～ 
11月3日　県学生科学賞教育優秀校受賞（県知事・県教育委員会賞他）
昭和37年
6月25日　生徒増対応4教室増築工事完成
6月30日　10周年記念プール竣工
7月21日　10周年記念式典、プール開き
昭和38年
11月19日　中下越地区英語教育研究会開催
昭和39年
4月1日　特殊学級開催
2月25日　学校警備員配置（3名）
昭和42年
10月17日　「学習指導研究会」開催（県中教研、市中教研共催）
昭和45年
1月18日　完全給食開始（給食室完成）～15周年記念事業～
昭和47年
5月3日　創立20周年式典
昭和49年
10月17日　市教研研究集会開催
昭和52年
3月12日　体育館付属水洗トイレ完成
昭和54年
8月　体育館床板張替工事完了　掲揚塔建設完成
昭和55年
8月　体育館屋根葺き替え
10月14日　学習指導研究会開催（国・数・特活、県学視研主催）
昭和56年
7月　地区全域でＰＴＡ懇談会開催
昭和58年
3月10日　1期工事（普通教室棟、特別教室棟）完成移転
昭和59年
12月22日　2期工事（教務室棟）完成移転
3月26日　3期工事（総合棟）完成移転
昭和60年
11月3日　新校舎竣工記念式典挙行
11月21日　4期工事（特別教室南棟、理科、視聴覚、家庭科室等）完成引渡
昭和61年
5月1日　校舎、機械警備となる
6月5日　テニスコート整地工事
8月5日　柔道場移築
昭和62年
4月1日　中体連、市Ｐ連事務局校となる
3月5日　健康管理優良校受賞
昭和63年
9月17日　吹奏楽コンクール関東大会銀賞
11月6日　創立35周年記念式典（ＰＴＡステージ幕寄贈）
平成元年
10月16日　三市中東蒲原小・中学校学習指導研究大会公開授業
平成2年
11月6日　高松宮杯全国英語弁論大会出場
平成3年
7月　体育館屋根（西側）改修
11月　体育館用具小屋建築
平成4年
12月　コンピュータルーム完成
3月　野球バックネット完成
平成5年
10月31日　創立40周年記念式典～中庭整備事業　平成6年11月竣工～
平成6年
11月24日　中庭整備第二期工事完了
11月25日　第三、第五中学校合同授業実施
3月2日　第三、第五中学校合同学習会
平成7年
4月1日　第三中学校、第五中学校が統合適応指導計画「けやき」が発足「生き生きプロジェクト」事業開始
2月7日　第1回スキー授業実施
平成8年
4月　新津市道徳教育実践委託校指定
平成9年
11月　一部ＦＦガス温風暖房機入替え
平成10年
4月　新津市心の教育推進委託校指定
平成11年
4月　新津市新教育課程研究、心の教育推進委託校指定
6月14日     エレベーター完成
8月　　　　プール解体
平成12年
4月　新津市新教育課程研究、心の教推進委託校指定
平成13年
4月　新津市新教育課程心の教推進委託校指定
平成15年
3月13日　創立50周年・新体育館竣工記念式典
平成16年
11月1日　グラウンド整備工事完了
3月21日　新潟市に合併　校名変更「新潟市立新津第五中学校」
平成17年
3月17日　新潟市防災行政無線設置
平成18年
12月12日　いじめ対策プロジェクト生徒集会
平成19年
4月1日　新関中学校と統合（生徒数507名）
平成20年
4月1日　文部科学省人権教育研究校指定
12月19日　五中いじめ問題対策プロジェクト（ＧＩＰ）生徒集会
平成21年
11月13日　文部科学省指定
　　　　　「人権教育研究校研究発表会」開催
12月8日　長崎修学旅行（10日まで）
12月22日　生徒会ＧＩＰ活動
平成22年
9月4日　体育祭（秋に移動）
12月13日　生徒会ＧＩＰ活動全校集会
平成23年
12月20日　生徒会ＧＩＰ活動全校集会
平成24年
12月20日　地域の方も参加した生徒会ＧＩＰ活動全校集会
平成25年
6月21日　新潟市学校給食会研究指定による食育フォーラム
9月7日　創立60周年記念体育祭
9月20日　生徒会歌作詞者講話会
11月9日　創立60周年記念合唱コンクール
　　　　 創立60周年記念式典・記念講演会
12月3日　広島修学旅行（平和学習～5日）
12月11日　生徒会ＧＩＰ活動全校集会　
平成26年
10月20日　関東方面修学旅行（～24日）
12月19日　生徒会ＧＩＰ活動全校集会
平成27年
8月3日　体育館・武道場耐震工事（～9月25日）
令和元年
9月　普通教室エアコン設置
令和2年
4月23日　緊急事態宣言を受けて臨時休校（～5月31日）
8月31日　教室棟中央トイレ工事完了
2月18日　校内無線ＬＡＮ工事完了
令和4年
7月23日　特別教室等大規模改修工事
令和5年
9月9日 　70周年記念体育祭
10月21日　70周年記念式典・合唱コンクール
令和6年
7月24日　教室棟大規模改修工事
12月16日　石碑モニュメント設置セレモニー（作品名:コンポジション）

## 主な著名人
- 原田哲男　彫刻家

- 大竹望月　バドミントン選手